# All These Things That I've Done
"All These Things That I've Done" é uma música composta e tocada pela banda norte-americana de rock The Killers. A música faz parte do álbum de estréia da banda, Hot Fuss, lançado em 2004.
A canção foi o terceiro single do grupo a ser lançado no Reino Unido, e o quarto a ser lançado nos Estados Unidos. Ele contém uma versão estendida do coro "I've got a soul, but I'm not a soldier", que foi fortemente associado à canção. Robbie Williams inseriu este coro durante sua apresentação no Live 8, na música Let Me Entertain You, no ano de 2005. "All These Things That I've Done" foi, também, a única música que o grupo tocou durante sua própria performance nesse festival. Bandas como Coldplay e U2 também já inseriram o coro em seus próprios show, nas músicas "Yellow" e "Vertigo", respectivamente.
O single atingiu a 74ª posição na Billboard Hot 100 e a 18ª no UK Singles Chart. Recentemente a música apareceu em destaque em um video comercial da empresa Nike na campanha Courage.

## Versões e faixas

### Vinil 7" Britânico
1. "All These Things That I've Done"
2. "Andy, You're A Star (Zane Lowe Radio 1 Session)"

### CD Britânico
1. "All These Things That I've Done"
2. "All These Things That I've Done (Radio Edit)"
3. "Why Don't You Find Out For Yourself? (Zane Lowe Radio 1 Session)"
4. "All These Things That I've Done (Video)"

### CD Europeu
1. "All These Things That I've Done (Radio Edit)"
2. "All These Things That I've Done"

### Maxi CD Australiano/Europeu
1. "All These Things That I've Done (Radio Edit)"
2. "All These Things That I've Done"
3. "Mr. Brightside (The Lindbergh Palace Club Remix)"
4. "All These Things That I've Done (Video)"

## Paradas musicais
| Paradas (2004–05)                             | Melhor posição |
| --------------------------------------------- | -------------- |
| Reino Unido (UK Singles Chart)                | 18             |
| Estados Unidos (Billboard Hot 100)            | 74             |
| Nova Zelândia (RIANZ)                         | 36             |
| Austrália (ARIA Charts)                       | 42             |
| Irlanda (Irish Singles Chart)                 | 46             |
| Polónia (Polish Music Charts)                 | 13             |
| Estados Unidos (Billboard Pop 100)            | 58             |
| Estados Unidos (Billboard Modern Rock Tracks) | 10             |
| Reino Unido (UK Indie Chart)                  | 3              |

| Paradas (2009)             | Melhor posição |
| -------------------------- | -------------- |
| Suécia (Sverigetopplistan) | 35             |